# Kungala
Kungala är en ort i Australien. Den ligger i kommunen Clarence Valley och delstaten New South Wales, i den sydöstra delen av landet, omkring 470 kilometer norr om delstatshuvudstaden Sydney. Antalet invånare är 205.
Runt Kungala är det mycket glesbefolkat, med 4 invånare per kvadratkilometer.. Närmaste större samhälle är Glenreagh, omkring 11 kilometer söder om Kungala.
I omgivningarna runt Kungala växer i huvudsak städsegrön lövskog. Genomsnittlig årsnederbörd är 1 716 millimeter. Den regnigaste månaden är januari, med i genomsnitt 287 mm nederbörd, och den torraste är oktober, med 24 mm nederbörd.